# 憂鬱なセレナード
憂鬱なセレナード（ゆううつなセレナード、仏：Sérénade mélancolique）作品26は、ピョートル・チャイコフスキーが1875年に作曲したヴァイオリンと管弦楽のための作品。演奏時間は約9分。

## 作曲の経緯
サンクトペテルブルク音楽院教授を務めていた名ヴァイオリニストであるレオポルト・アウアーの依頼により、1875年1月から2月にかけてモスクワで作曲された。作曲後、なぜかアウアーはこの曲を演奏しなかったため、後のヴァイオリン協奏曲同様、初演はアドルフ・ブロツキーにより行われることとなった。ただし、1879年に楽譜が出版された際の献呈先はアウアーとなっている。初演は1876年1月16日（新暦1月28日）、モスクワにてアドルフ・ブロツキー独奏、ニコライ・ルビンシテイン指揮により行われた。

## 編成
独奏ヴァイオリン、フルート2、オーボエ2、クラリネット2、ファゴット2、ホルン2、弦五部

## 構成
変ロ短調。木管楽器による静かな序奏の後、独奏ヴァイオリンが哀調を帯びたメロディを奏する。しばらく続いた後、やや速度を速めて動きのあるメロディが登場する。しかし長く続かず、元の速度に戻り、伴奏の形をより複雑にして冒頭のメロディが独奏ヴァイオリンに再度登場する。最後は消え入るように静かに終わる。